# 城南町 (岡崎市)
城南町（じょうなんちょう）は、愛知県岡崎市の町名である。岡崎地区に位置する。現行行政地名は城南町1丁目から城南町3丁目。

## 地理
岡崎市の南部に位置する。

### 河川
- 占部川

## 世帯数と人口
2019年（令和元年）5月1日現在の世帯数と人口は以下の通りである。
| 町丁   | 世帯数  | 人口    |
| ------ | ------- | ------- |
| 城南町 | 536世帯 | 1,263人 |

### 人口の変遷
国勢調査による人口の推移
| 1995年（平成7年）  | 1,023人 | [ 6 ]  |  |
| 2000年（平成12年） | 1,100人 | [ 7 ]  |  |
| 2005年（平成17年） | 1,176人 | [ 8 ]  |  |
| 2010年（平成22年） | 1,160人 | [ 9 ]  |  |
| 2015年（平成27年） | 1,130人 | [ 10 ] |  |

## 小・中学校の学区
市立小・中学校に通う場合、学区は以下の通りとなる。
| 番・番地等 | 小学校             | 中学校           |
| ---------- | ------------------ | ---------------- |
| 全域       | 岡崎市立城南小学校 | 岡崎市立南中学校 |

## 歴史
額田郡戸崎村の一部を前身とする。

### 沿革
- 1980年（昭和55年）1月22日 - 城南土地区画整理組合の事業により、羽根町、六名町及び上和田町の一部が独立し、城南町となった[1]。

## 施設
- 岡崎市立城南小学校
- 城南学区市民ホーム
- 城南学区子どもの家
- 城南公民館
- 中村公園
- 城南公園
- 第一生命 岡崎南営業オフィス

## 交通
鉄道
- JR東海道本線
  - 通過するのみである
- 愛知環状鉄道・愛知環状鉄道線
  - 通過するのみである

道路
- 愛知県道48号岡崎刈谷線（竜南メーンロード）

## ギャラリー
- 中村公園
- 城南公園と占部川
- 城南学区市民ホーム
- 城南学区子どもの家

## その他

### 日本郵便
- 郵便番号 : 444-0835[4]（集配局：岡崎郵便局[12]）。

## 参考資料
- 「角川日本地名大辞典」編纂委員会 編『角川日本地名大辞典 23 愛知県』角川書店、1989年3月8日。ISBN 4-04-001230-5。
- 有限会社平凡社地方資料センター 編『日本歴史地名体系第23巻 愛知県の地名』平凡社、1981年。ISBN 4-582-49023-9。